# Lukar (Serbia)
Lukar (cyr. Лукар) – wieś w Serbii, w okręgu pomorawskim, w mieście Jagodina. W 2011 roku liczyła 116 mieszkańców.